# Emanuele Cavalli
Pour les articles homonymes, voir Cavalli.
Emanuele Cavalli (né le 29 novembre 1904 à Lucera, dans la province de Foggia, dans les Pouilles et mort en 1981 à Florence) est un peintre italien qui fut actif au XXe siècle.

## Biographie
Emanuele Cavalli est né le 29 novembre 1904 à Lucera, dans la province de Foggia.
En 1921, il s'installe à Rome. après ses premières études à l'Institut artistique industriel, il rejoint l'atelier du peintre Felice Carena.
Emanuele Cavalli expose en 1926 à la Biennale de Venise. Sa recherche artistique tend vers des compositions de trame classique. Ses sujets restent les natures mortes, nus, portraits et paysages. Avec Giuseppe Capogrossi et Corrado Cagli il participe un moment au groupe de la nouvelle école romaine de peinture puis s'en écarte rapidement. En 1935, il participe à l'exposition de la 2e quadriennale de Rome avec le tableau  La bagnante (la Baigneuse). En 1939 il expose à la galerie Léonard de Vinci à Florence et participe aussi aux autres éditions de la quadriennale et en 1943 il expose neuf tableaux qui répètent la même image féminine Figura-grigio. En 1945 il expose au Zodiaque de Rome et obtient la chaire de peinture à l'Académie des Beaux-Arts de Florence.
L'année 1949 marque le début du déclin de Cavalli qui perd son poste à l'académie des beaux-arts et est marginalisé par la nouvelle tendance abstraite de l'art pictural.
En 1952, il travaille aux Offices en tant que photographe pour la Soprintendenze des biens culturels.
Emanuele Cavalli est le frère jumeau du photographe Giuseppe Cavalli.

## Œuvres
- Autoportrait (1927)
- Bagno nel fiume (v. 1937)
- La bagnante